# Sascha … ein aufrechter Deutscher
Singles de Die Toten Hosen
Mehr davon
(1992) Wünsch DIR was
(1993)
Sascha ... ein aufrechter Deutscher est une chanson du groupe punk allemand Die Toten Hosen. Elle figure sur leur neuvième album studio, Kauf MICH!, paru en 1993, et est sortie en single l'année précédente, en 1992.
La chanson a été écrite en réaction aux violences racistes qui ont secoué l'Allemagne au début des années 1990, telles que les attentats racistes de Mölln et les émeutes de Rostock. Elle a été écrite et composée par Campino, chanteur du groupe, et Hanns Christian Müller, auteur-compositeur et collaborateur régulier du groupe.
Les recettes générées seront versées en soutien à « l'appel de Düsseldorf contre le racisme et la xénophobie » (Düsseldorfer Appell gegen Fremdenfeindlichkeit und Rassismus en allemand).